# الانتخابات العامة الباكستانية 2018
الانتخابات العامة الباكستانية 2018، أُجريت انتخابات عامة في باكستان في 25 يوليو 2018 لانتخاب أعضاء الجمعية الوطنية الـ15 ولجمعيات المقاطعات الأربعة في البنجاب، والسند، وبلوشستان، وخيبر باختونخوا. في الفترة التي سبقت الانتخابات، كانت هناك مزاعم بتورط ما قبل الانتخابات من قبل السلطة القضائية والجيش ووكالات الاستخبارات للتأثير على نتائج الانتخابات لصالح حركة الإنصاف الباكستانية وضد الرابطة الإسلامية الباكستانية.
وفقا للنتائج المبكرة، يقود زعيم حركة الإنصاف الباكستانية عمران خان الاستطلاع، حيث يزعم معارضوه، وبشكل رئيسي حزب الرابطة الإسلامية الباكستانية، تزوير الأصوات على نطاق واسع والممارسات الإدارية السيئة.
في 27 يوليو، أعلن مسؤولو الانتخابات أن حزب خان قد فاز بـ 110 من أصل 269 مقعدًا، مما أعطى حركة الإنصاف الباكستانية تعددًا في الجمعية الوطنية.

## خلفية

### انتخابات 2013
في أعقاب الانتخابات في عام 2013، برز حزب الرابطة الإسلامية الباكستانية (نواز)، بقيادة رئيس وزراء باكستان مرتين نواز شريف، كأكبر حزب يضم 166 مقعدًا من إجمالي 342 مقعدًا في الجمعية الوطنية. على الرغم من أن هذا كان أقل من الأغلبية، تمكن شريف من تشكيل حكومة بعد أن انضم العديد من المستقلين إلى حزبه.
خلال الحملة الانتخابية، كان من المتوقع على نطاق واسع أن تحرز الباكستان حركة الإنصاف الباكستانية، التي يقودها لاعب الكريكيت البارز، السياسي عمران خان، نجاحًا كبيرًا في استطلاعات الرأي. ولم يحقق الحزب هذه التوقعات، بل أخذ 35 مقعدًا فقط. أصبحت ثالث أكبر حزب في الجمعية الوطنية وشكلت حكومة ائتلافية في مقاطعة خيبر باختونخوا المضطربة شمال غرب البلاد.

### أزادي مارس (2014)
كانت هيئة حركة الإنصاف الباكستانية قد اعترفت في البداية بالانتخابات إلى الرابطة الإسلامية الباكستانية، على الرغم من أنها طلبت إجراء عمليات مسح يدوي في عدة دوائر حيث تم تنفيذ عمليات تزوير. لم يتم الرد على هذه المكالمات من قبل الحكومة أو المحكمة العليا، على الرغم من وجود ورقة بيضاء مؤلفة من 2100 صفحة من قبل الطرف الذي يزعم أنه يحتوي على أدلة على تزوير الأصوات لصالح حزب الرابطة الإسلامية. بدأ «مسيرة أزادي» من قبل خان في 14 أغسطس 2014، مما سيطلب من الحكومة الدعوة إلى إجراء انتخابات مبكرة. استمرت هذه المسيرة لمدة 126 يومًا، حتى مجزرة مدرسة بيشاور عام 2014، والتي أجبرت خان على إنهاء المسيرة الطويلة من أجل «الوحدة الوطنية». تم تشكيل لجنة قضائية من قبل الحكومة التي ستقوم بالتحقيق في مزاعم التلاعب في الأصوات: فقد وجدت أن الانتخابات أجريت بشكل كبير بطريقة حرة ونزيهة، في حين ذكرت أيضا أن طلب حركة الإنصاف الباكستانية للتحقيق لم يكن «غير مبرر تماما».

### فضيحة أوراق بنما (2016)
في 3 أبريل 2016، قدم الاتحاد الدولي لصحفيي التحقيقات مليون وثيقة سرية، عرفت فيما بعد بأوراق بنما، متاحة للجمهور. وشملت الوثائق، التي تم الحصول عليها من شركة محاماة بنما، موساك فونسيكا، وغيرها من المعلومات التي كشفت عن شخصيات عامة أخرى في العديد من الدول الأخرى، تفاصيل ثماني شركات خارجية لها روابط مع أسرة نواز شريف، رئيس وزراء باكستان الحالي، وشقيقه. شهباز شريف، رئيس وزراء البنجاب الحالي. ووفقاً للمعهد الدولي للصحفيين، فإن أطفال شريف، مريم نواز، وحسن نواز، وحسين نواز، «كانا مالكين أو كان لهما الحق في التصريح بمعاملة لعدة شركات».
رفض شريف الاستقالة وبدلاً من ذلك قام بمحاولة فاشلة لتشكيل لجنة قضائية. قدم زعيم المعارضة خان التماسا إلى المحكمة العليا في باكستان في 29 آب/أغسطس يسعى إلى استبعاد شريف من رئاسة الوزراء وكعضو في الجمعية الوطنية. كما أيد الزعيمان السياسيان رشيد وسراج الحق هذا الالتماس. دعا خان، مرة أخرى، لأنصاره لوضع إسلام آباد في حبس حتى استقال شريف، على الرغم من أن هذا تم الغاؤها قبل وقت قصير من أن يقصد بها.
في 20 أبريل 2017، حكمت المحكمة العليا، بناء على حكم 3-2، بعدم استبعاد شريف، وبدلاً من ذلك دعت إلى إنشاء فريق تحقيق مشترك من شأنه التحقيق في هذه الادعاءات بشكل أكبر.

### استبعاد نواز شريف (2017)
في 28 يوليو 2017، بعد تقديم تقرير، قررت المحكمة العليا بالإجماع أن شريف كان غير أمين، وبالتالي لم يستوف شروط المادتين 62 و63 من الدستور التي تتطلب من الشخص الذي يشغل المنصب العام أن يكون صادق وأمين (الأوردو) لصدق وفضيلة). وبالتالي، تم استبعاده من منصب رئيس الوزراء وكعضو في الجمعية الوطنية. كما أمرت المحكمة مكتب المساءلة الوطني بتقديم إشارة ضد شريف وعائلته ووزير المالية السابق اسحق دار بتهمة الفساد.

## النظام الانتخابي
ينتخب أعضاء الجمعية الوطنية البالغ عددهم 342 عضواً بطريقتين في ثلاث فئات؛ يتم انتخاب 272 في الدوائر الانتخابية ذات العضو الواحد عن طريق التصويت لأول مرة بعد التصويت؛ 10 للأقليات العرقية والدينية؛ كلتا المجموعتين من المقاعد المحجوزة تستخدم التمثيل النسبي مع عتبة انتخابية 5 ٪. ومع ذلك، يعتمد هذا الرقم النسبي على عدد المقاعد التي تم الفوز بها وليس على عدد الأصوات. للفوز بأغلبية بسيطة، سيتعين على الحزب أن يأخذ 137 مقعدًا.
عقدت الانتخابات العامة في عام 2018 تحت ترسيم الدوائر الانتخابية الجديدة نتيجة لتعداد عام 2017 في باكستان. وفقًا للإشعار الصادر في 5 مارس 2018، سيكون في إقليم العاصمة إسلام آباد ثلاث دوائر، البنجاب 141، السند 61، خيبر باختونخوا 39، بلوشستان 16 والمناطق القبلية الخاضعة للإدارة الاتحادية (FATA) سيكون لديها 12 دائرة انتخابية في الجمعية الوطنية.
10.6 مليار روبية مسجلون للتصويت لأعضاء الجمعية الوطنية لباكستان وأربع جمعيات إقليمية.
وبالمثل في مجالس المقاطعات، سيكون لدى البنجاب 297 دائرة انتخابية، وسنده 130، وخيبر باختونكوا 99، وبلوشستان 51.

### الإصلاحات الانتخابية
في يونيو 2017، وافقت لجنة التنسيق الاقتصادي على شراء آلات طباعة جديدة بقرض جسر بقيمة 864 مليون روبية. كما طورت الحكومة برمجيات جديدة للجنة الانتخابات الباكستانية والوكالة الوطنية لضمان الديمقراطية لضمان «انتخابات عامة حرة ونزيهة وشفافة وسلمية». ذكر وزير القانون الاتحادي السابق زاهد حامد أن الشباب يصلون إلى سن 18 عامًا. سيتم تلقائيا تسجيلهم كناخبين.

## الأحزاب المتنافسة
| الحزب                         | الحزب                         | الموقع السياسي     | الزعيم              | المقاعد التي تم الفوز بها سابقًا |
| ----------------------------- | ----------------------------- | ------------------ | ------------------- | ------------------------------- |
| رابطة مسلمي باكستان           | رابطة مسلمي باكستان           | وسطية (سياسة)      | شهباز شريف          | 126                             |
| حزب الشعب الباكستاني          | حزب الشعب الباكستاني          | يسارية             | بيلاوال بوتو زرداري | 33                              |
| حركة إنصاف الباكستان          | حركة إنصاف الباكستان          | وسطية (سياسة)      | عمران خان           | 26                              |
| حركة قومي المتحدة الباكستانية | حركة قومي المتحدة الباكستانية | يسارية             | خالد مقبول صدقى     | 19                              |
| مجلس المصالحة المتحدة         | مجلس المصالحة المتحدة         | يمين متطرف         | فضل الرحمن          | 14                              |
| حزب باشتونكوا ميلي عوامي      | حزب باشتونكوا ميلي عوامي      | يسارية             | محمود خان أشكزاي    | 3                               |
| حزب عوامي الوطني              | حزب عوامي الوطني              | يسارية             | أسفنديار والي خان   | 2                               |
| حزب باك سارزامين              | حزب باك سارزامين              | يسارية             | سيد مصطفى كمال      | 0                               |
| حركة لبيك الباكستان           | حركة لبيك الباكستان           | يمين متطرف         | خادم حسين رضوي      | 0                               |
| حزب بلوشستان عوامي            | حزب بلوشستان عوامي            | وسطية (سياسة)      | جام كمال خان        | 0                               |
| التحالف الديمقراطي الكبير     | التحالف الديمقراطي الكبير     | خيمة كبيرة (سياسة) | بير باجارو          | 0                               |
| حزب بلوشستان الوطني           | حزب بلوشستان الوطني           | يسارية             | أختر منغال          | 0                               |

## الحملة الانتخابية

### الانتخابات الثانوية الرئيسية (2017-2018)
بعد استبعاد نواز شريف، تم إجراء العديد من الانتخابات الفرعية في جميع أنحاء باكستان.

#### الانتخابات الفرعية في لاهور، سبتمبر 2017
وكان أول هذه الانتخابات الفرعية في دائرة شريف السابقة، التي تقع في عاصمة مقاطعة البنجاب، وهي مقاطعة كان حزب الرابطة الإسلامية هو الحزب الحاكم فيها. احتفظت بهذا المقعد، وإن كان ذلك بأغلبية أقل بكثير بسبب مكاسب حزب حركة الإنصاف الباكستانية والأحزاب الإسلامية الصغيرة.

#### انتخابات بيشاور الفرعية، أكتوبر 2017
وكانت الانتخابات الثانية في بيشاور، عاصمة مقاطعة خيبر بختونخوا، حيث كان حزب حركة الإنصاف الباكستانية هو الحزب الحاكم. على الرغم من انخفاض الأغلبية: مرة أخرى يرجع ذلك أساسا إلى صعود الأحزاب الإسلامية. واعتبرت هذه الانتخابات الفرعية إلى حد كبير مؤشرا على أن الأحزاب الحاكمة في كل من خيبر بختونخوا والبنجاب لا تزال قوية نسبياً.

### رابطة مسلمي باكستان
أطلقت رابطة مسلمي باكستان حملتها الانتخابية في 25 يونيو 2018 من كراتشي. في الخامس من يوليو عام 2018، تم رفض بيانها الانتخابي.

### حركة الإنصاف الباكستانية
بدأت حركة الإنصاف الباكستانية حملتها الانتخابية في 24 يونيو 2018 من ميانوالي. [56] في 9 يوليو 2018، أطلق عمران خان البيان الانتخابي الصادر في 23 يوليو 2018.

### أوراق الترشيح
في 4 يونيو، بدأت الأحزاب والأفراد في تقديم أوراق الترشيح للانتخابات. استمرت هذه العملية حتى 8 يونيو. بعد ذلك، بدأ الموظف العائد في كل دائرة انتخابية تدقيق المرشحين وقرر قبول أو عدم قبول أوراق الترشيح.

نتج عن التدقيق رفض العديد من السياسيين البارزين لأوراق ترشيحهم: عمران خان، فاروق ستار، رفضت أوراق ترشيحهم(خان قبلت أوراق الترشيح في وقت لاحق).
بالإضافة إلى ذلك، تم استبعاد السياسيين فواد تشودري (وزير الإعلام في حركة الإنصاف الباكستانية) وشهيد خاقان عباسي (رئيس الوزراء السابق) من خوض هذه الانتخابات من قبل المحاكم الانتخابية بسبب عدم الإعلان عن الأصول في أوراق الترشيح الخاصة بهم. كان هذا الأمر مثيراً للجدل لأن محاكم الانتخابات كان يُنظر إليها على أنها لا تتمتع بالاختصاص القضائي لإقصاء المرشحين، بل فقط قبول أو رفض أوراق الترشيح الخاصة بهم. في نهاية المطاف ألغت المحكمة العليا في لاهور هذه الأحكام وسمحت للمرشحين بالتنافس في الانتخابات.

### التحليل
وأظهر تحليل «التأرجح» قبل الانتخابات أنه من بين إجمالي 272 دائرة انتخابية، كان 30٪ منها عبارة عن «انتصارات كبيرة». من بين هؤلاء، كان 56٪ ينتمون إلى رابطة مسلمي باكستان، و18٪ لحزب الشعب الباكستاني، و16٪ إلى حركة موتاهيدا كومي و9٪ لحركة إنصاف الباكستانية.
وينعكس هذا أيضا في تحليل الانتخابات، كان هناك 22 ٪ من المقاعد من بينها 47 ٪ تنتمي إلى رابطة مسلمي باكستان، و24 ٪ إلى تعادل القوة الشرائية و15 ٪ إلى حركة موتاهيدا كومي. حركة إنصاف الباكستانية لم تنافس في انتخابات 2008، فقد تم استبعادها من القائمة.

## الإدارة
كان هناك 272 دائرة انتخابية وطنية و577 دائرة انتخابية بالمقاطعات، تنافس عليها أكثر من 3,600 و8,800 مرشح على التوالي. وتم نشر 811,491 موظفاً لمهام انتخابية كرؤساء، ومسؤولين برؤساء مساعدين، وضباط اقتراع، بالإضافة إلى 371,000 من أفراد القوات المسلحة الذين قدموا واجبات أمنية إلى جانب الشرطة ووكالات إنفاذ القانون الأخرى. تم إنشاء 85,317 مركز اقتراع، تضم أكثر من 242،000 مركز اقتراع.

## النتائج
|                     |                                 |            |       |       |       |       |        |       |  |
| حزب                 | حزب                             | الأصوات    | %     | مقاعد | مقاعد | مقاعد | مقاعد  | مقاعد |  |
| حزب                 | حزب                             | الأصوات    | %     | كلي   | متحفظ | متحفظ | إجمالي | +/–   |  |
| حزب                 | حزب                             | الأصوات    | %     | كلي   | أقلية | أنثى  | إجمالي | +/–   |  |
|                     | حركة الإنصاف الباكستانية        | 16,851,240 | 31.89 | 116   |       |       |        |       |  |
|                     | الرابطة الإسلامية الباكستانية   | 12,896,356 | 24.40 | 64    |       |       |        |       |  |
|                     | حزب الشعب الباكستاني            | 6,901,675  | 13.06 | 43    |       |       |        |       |  |
|                     | مجلس المصالحة المتحدة           | 2,541,520  | 4.81  | 12    |       |       |        |       |  |
|                     | حركة متحدة قاومي                | 729,767    | 1.38  | 6     |       |       |        |       |  |
|                     | رابطة مسلمي باكستان             | 515,258    | 0.97  | 4     |       |       |        |       |  |
|                     | حزب بلوشستان عوامي              | 317,290    | 0.60  | 4     |       |       |        |       |  |
|                     | حزب بلوشستان الوطني             | 215,589    | 0.41  | 3     |       |       |        |       |  |
|                     | التحالف الديمقراطي الكبير       | 1,257,354  | 2.38  | 2     |       |       |        |       |  |
|                     | حزب عوامي الوطني                | 808,229    | 1.53  | 1     |       |       |        |       |  |
|                     | رابطة عوامي الإسلامية (باكستان) | 117,719    | 0.22  | 1     |       |       |        |       |  |
|                     | حزب وطن الجمهوري                | 23,397     | 0.04  | 1     |       |       |        |       |  |
|                     | حزب تحريك لبيك الباكستان        | 2,231,697  | 4.22  | 0     |       |       |        |       |  |
|                     | حزب باشتونكوا ميلي عوامي        | 134,270    | 0.25  | 0     |       |       |        |       |  |
|                     | أطراف أخرى                      | 1,301,735  | 2.46  | 0     |       |       |        |       |  |
|                     | المستقلين                       | 6,018,181  | 11.38 | 13    |       |       |        |       |  |
| مؤجل                | مؤجل                            | –          | –     | 2     | –     | –     | 2      | –     |  |
| تصويت غير صالح/فارغ | تصويت غير صالح/فارغ             |            | –     | –     | –     | –     | –      | –     |  |
| المجموع             | المجموع                         | 52,861,277 | 100   | 272   | 10    | 60    | 342    | 0     |  |
| الناخبون المسجلين   | الناخبون المسجلين               |            | 51.7  | –     | –     | –     | –      | –     |  |
| Source: ECP         |                                 |            |       |       |       |       |        |       |  |

## التفاعل

### محلي
عندما بدأت النتائج تتدفق، أعلن العديد من أحزاب المعارضة الرئيسية أن الانتخابات لم تكن «حرة ونزيهة».
ونفت لجنة الانتخابات في باكستان هذه المزاعم لكنها أعلنت أنها ستكون مستعدة للتحقيق في ما إذا كان قد تم تقديم الدليل.
كما تناول رئيس حزب حركة إنصاف الباكستانية عمران خان هذه الادعاءات في أول خطاب وطني له وقال إنه مستعد للنظر في أي مزاعم بالتزوير. وأضاف أنه يعتقد أن الانتخابات كانت «أنظف في تاريخ باكستان».

### اقتصادي
كان رد فعل البورصة الباكستانية إيجابيا وفتح بنسبة 2 ٪ أعلى مع تبدد احتمالية وجود حكومة معلقة. أغلق مؤشر سوق الكويت للاوراق المالية 749 نقطة على ارتفاع يوم الخميس.